# Каарле Вяйньо Войонмаа
Каарле Вяйньо Войонмаа (фін. Kaarle Väinö Voionmaa, справжнє прізвище — Валлін, швед. Wallin, використовував до 1906 року, 12 лютого 1869, Йювяскюля, Велике князівство Фінляндське — 24 травня 1947, Гельсінкі, Фінляндія) — фінський політик і дипломат; з 1926 по 1927 і в 1938 році — міністр закордонних справ Фінляндії.
Народився 12 лютого 1869 в Йювяскюля, у Великому князівстві Фінляндському.
З 1926 по 1927 і в 1938 році був міністром закордонних справ Фінляндії.
З 1937 по 1938 роки — міністр торгівлі і транспорту Фінляндії.
Помер 24 травня 1947 року в Гельсінкі в Фінляндії.